# Индустријска зона ди Стјатико (Болоња)
Индустријска зона ди Стјатико (итал. Zona Industriale di Stiatico) је насеље у Италији у округу Болоња, региону Емилија-Ромања.
Према процени из 2011. у насељу је живело 70 становника. Насеље се налази на надморској висини од 23 м.